# Aburina leucocharagma
Aburina leucocharagma là một loài bướm đêm trong họ Noctuidae.